# Mutamento (album)
Mutamento è il secondo album del cantautore italiano Maler, pubblicato il 1º settembre 2010 dall'etichetta discografica Parametri Musicali per il download digitale. Maler risulta autore di tutti i testi e coautore delle musiche insieme a Giancarlo Di Maria. Le dieci canzoni del progetto sono dedicate al mistero dell’Invisibile. Primo singolo estratto è Mutamento . 
Come il primo album, anche Mutamento è arrangiato dal produttore artistico di Maler, Giancarlo Di Maria, che in quest’opera seconda si spinge oltre le sperimentazioni elettroniche del lavoro di esordio assecondando e incoraggiando l'artista a proseguire su una strada anomala e originale nel panorama dell’attuale canzone d’autore italiana: quella del poeta pop.
Il 17 dicembre 2010 esce il secondo singolo La perduta, il cui video  è tratto dal film di Franco Piavoli "Affettuosa presenza" (Zefirofilm, 2004) dedicato al poeta Umberto Bellintani.

## Tracce
1. Mutamento
2. Barrio dell'alba incerta
3. Shamamatà
4. 1999
5. La perduta
6. Mara l'invisibile
7. Il fantasma di Odessa
8. Melusina
9. Yalizael
10. Amina